# Pandora in the Crimson Shell: Ghost Urn
Pandora in the Crimson Shell: Ghost Urn (紅殻のパンドラ -GHOST URN-?, Kōkaku no Pandora -Gōsuto Ān-) è un manga scritto da Masamune Shirow e disegnato da Kōshi Rikudō. In Italia i diritti sono stati acquistati da Goen, che ha annunciato la serie al Lucca Comics & Games 2014. Un film d'animazione è stato proiettato nei cinema giapponesi nel 2015, mentre una serie televisiva anime è stata trasmessa tra l'8 gennaio e il 25 marzo 2016.

## Trama
Una ragazza cyborg creata da Uzal Delilah di nome Nene Nanakorobi è costretta ad affrontare alcuni terroristi per difendere la sua nuova casa: l'isola artificiale di Cenancle.

## Personaggi
Nene Nanakorobi (七転 福音?, Nanakorobi Nene)
Doppiata da: Sanae Fuku
Clarion (クラリオン?, Kurarion)
Doppiata da: Manami Numakura
Uzal Delilah (ウザル・デリラ?, Uzaru Derira)
Doppiata da: Atsuko Tanaka
Buer (ブエル?, Bueru)
Doppiato da: Junpei Morita
Vlind (ブリ?, Buri)
Doppiata da: Satsumi Matsuda
Bunny (バニー?, Banī)
Doppiata da: Rie Murakawa
Takumi Korobase (崑崙八仙 拓美?, Korobase Takumi)
Doppiata da: Marie Miyake
Robert Altman (ロバート・アルトマン?, Robāto Arutoman)
Doppiato da: Tetsu Inada
Ian Kurtz (イアン・クルツ?, Ian Kurutsu)
Doppiato da: Jun'ichi Suwabe
Amy Gilliam (エイミー・ギリアム?, Eimī Giriamu)
Doppiata da: Maria Naganawa

## Media

### Manga
Il manga, scritto da Masamune Shirow e disegnato da Kōshi Rikudō, ha iniziato la serializzazione sul Newtype Ace di Kadokawa Shoten il 10 ottobre 2012, per poi essere stato trasferito sul sito web Niconico Ace dal 17 settembre 2013 per via dell'interruzione della rivista. Il primo volume tankōbon è stato pubblicato il 7 marzo 2013 e all'8 novembre 2024 ne sono stati messi in vendita in tutto ventisei. In Italia i diritti sono stati acquistati da Goen nel 2014 e viene pubblicata a partire dal 14 settembre 2019. La traduzione dei testi è stata curata da Melissa Pennacchiotti. In America del Nord la serie è edita da Seven Seas Entertainment.

#### Volumi
| Nº | Data di prima pubblicazione | Data di prima pubblicazione | Data di prima pubblicazione | Data di prima pubblicazione |
| Nº | Giapponese                  | Giapponese                  | Italiano                    | Italiano                    |
| -- | --------------------------- | --------------------------- | --------------------------- | --------------------------- |
| 1  | 7 marzo 2013                | ISBN 978-4-04-120645-4      | 14 settembre 2019           | ISBN 978-88-67125-29-6      |
| 2  | 8 agosto 2013               | ISBN 978-4-04-120849-6      | 12 ottobre 2019             | ISBN 978-88-6712-825-9      |
| 3  | 10 gennaio 2014             | ISBN 978-4-04-120988-2      | 7 marzo 2020                | ISBN 978-88-6712-902-7      |
| 4  | 26 giugno 2014              | ISBN 978-4-04-101682-4      | 21 aprile 2023              | ISBN 978-88-6712-962-1      |
| 5  | 26 dicembre 2014            | ISBN 978-4-04-101683-1      | 26 maggio 2023              | ISBN 978-88-6712-972-0      |
| 6  | 26 giugno 2015              | ISBN 978-4-04-103081-3      | 30 giugno 2023              | ISBN 978-88-9284-052-2      |
| 7  | 26 dicembre 2015            | ISBN 978-4-04-103781-2      | —                           | —                           |
| 8  | 26 marzo 2016               | ISBN 978-4-04-103986-1      | —                           | —                           |
| 9  | 26 ottobre 2016             | ISBN 978-4-04-104868-9      | —                           | —                           |
| 10 | 25 marzo 2017               | ISBN 978-4-04-105442-0      | —                           | —                           |
| 11 | 8 settembre 2017            | ISBN 978-4-04-106079-7      | —                           | —                           |
| 12 | 10 marzo 2018               | ISBN 978-4-04-106537-2      | —                           | —                           |
| 13 | 10 luglio 2018              | ISBN 978-4-04-107143-4      | —                           | —                           |
| 14 | 10 novembre 2018            | ISBN 978-4-04-107600-2      | —                           | —                           |
| 15 | 10 aprile 2019              | ISBN 978-4-04-108106-8      | —                           | —                           |
| 16 | 10 settembre 2019           | ISBN 978-4-04-108675-9      | —                           | —                           |
| 17 | 10 febbraio 2020            | ISBN 978-4-04-109031-2      | —                           | —                           |
| 18 | 10 luglio 2020              | ISBN 978-4-04-109725-0      | —                           | —                           |
| 19 | 10 novembre 2020            | ISBN 978-4-04-110807-9      | —                           | —                           |
| 20 | 10 marzo 2021               | ISBN 978-4-04-111184-0      | —                           | —                           |
| 21 | 10 agosto 2021              | ISBN 978-4-04-111561-9      | —                           | —                           |
| 22 | 8 gennaio 2022              | ISBN 978-4-04-111562-6      | —                           | —                           |
| 23 | 8 luglio 2022               | ISBN 978-4-04-112845-9      | —                           | —                           |
| 24 | 10 febbraio 2023            | ISBN 978-4-04-112846-6      | —                           | —                           |
| 25 | 8 settembre 2023            | ISBN 978-4-04-114163-2      | —                           | —                           |
| 26 | 9 novembre 2024             | ISBN 978-4-04-115202-7      | —                           | —                           |

### Anime
Annunciato il 26 ottobre 2015 sul Gundam Ace di Kadokawa Shoten, un film d'animazione basato sulla serie, coprodotto da Studio Gokumi e AXsiZ per la regia di Munenori Nawa, è stato proiettato nelle sale cinematografiche giapponesi in versione limitata per due settimane a partire dal 5 dicembre 2015.
L'anime è stato anche trasmesso sotto forma di serie televisiva dall'8 gennaio al 25 marzo 2016. Le sigle di apertura e chiusura sono rispettivamente hopeness di Zaq e LoSe±CoNtRoL di Sanae Fuku e Manami Numakura.

#### Episodi
| Nº | Titolo italiano (traduzione letterale) Giapponese 「Kanji」 - Rōmaji | In onda          | In onda |
| Nº | Titolo italiano (traduzione letterale) Giapponese 「Kanji」 - Rōmaji | Giapponese       |         |
| 1  | Adepter 「適合者」 - Adeputa                                         | 8 gennaio 2016   |         |
| 2  | Geofront 「大深度地下」 - Jiofuronto                                 | 15 gennaio 2016  |         |
| 3  | Terrarium 「偽装空間」 - Terariumu                                   | 22 gennaio 2016  |         |
| 4  | Kitchen Drudge 「料理の鉄人」 - Kicchin Dorajji                      | 29 gennaio 2016  |         |
| 5  | System Down 「通信障害」 - Shisutemu Daun                            | 5 febbraio 2016  |         |
| 6  | Central Nervous Unit 「魂魄」 - Sentoraru Nābasu Yunitto             | 12 febbraio 2016 |         |
| 7  | Puppeteer 「人形師」 - Papettia                                      | 19 febbraio 2016 |         |
| 8  | Inferno 「大火災」 - Inferuno                                        | 26 febbraio 2016 |         |
| 9  | Assault 「基地強襲」 - Asaruto                                       | 4 marzo 2016     |         |
| 10 | Fear 「恐怖」 - Fia                                                  | 11 marzo 2016    |         |
| 11 | Ghost Urn 「心の在処」 - Gōsuto Urn                                  | 18 marzo 2016    |         |
| 12 | Elpis 「希望」 - Erupisu                                             | 25 marzo 2016    |         |